# La décima revelación
Es una novela de James Redfield, continuación de la saga Las Nueve Revelaciones.

## Críticas
A pesar de que su predecesor Las Nueve Revelaciones ha sido bien juzgado y criticado, éste se presenta no sólo como una continuación, sino como su culminación. La novela ha vendido ya más de 2.500.000 copias en todo el mundo.

## Sinopsis
Quien conoce la décima revelación consigue una comprensión global de la historia del hombre y su misión particular. La aventura comienza en los Montes Apalaches (al norte de América). Charlene ha desaparecido (quien puso al autor tras la pista del manuscrito); en su búsqueda, el lector acompaña al protagonista por paisajes de gran belleza, bosques y cascadas majestuosos, marco perfecto para el misterio que va a ser revelado. Poco a poco van abriéndose puertas a ámbitos más profundos: recuerdos de vidas pasadas y sus experiencias, los instantes anteriores al nacimiento o el tránsito a la muerte y la revisión a la que seremos sometidos... Todo para llegar a una dimensión llena de amor donde el conocimiento del ser humano es preservado: La nueva vida, que viviremos a través de la intuición, con sincronicidad y visualización, nos hará perder los miedos pues está en juego la especial misión que tenemos que compartir: El renacimiento espiritual de la humanidad.